# Lampteros
Lampteros (altgriechisch Λαμπτῆρος Lamptḗros) ist eine Epiklese des griechischen Gottes Dionysos, mit der er in der achaischen Stadt Pellene verehrt wurde.
Dionysos Lampteros hatte in Pellene ein Heiligtum, das sich gegenüber vom Heiligtum der Artemis Soteira befand. Ihm zu Ehren wurden jährlich die Lampteria gefeiert, bei denen ein Fackellauf abgehalten wurde.
Der Beiname ist von λαμπτήρ lamptḗr, deutsch ‚Leuchter, Laterne‘, hergeleitet.